# Lido di Venezia
Der Lido di Venezia (von lateinisch litus = Strand, Küste) ist der mittlere, Venedig vorgelagerte Teil einer Nehrung, die von Chioggia bis Jesolo reicht und die Lagune von Venedig von der offenen Adria trennt. Er entwickelte sich im 19. Jahrhundert zum mondänen Seebad mit luxuriösen Hotels. Als Schauplatz von Thomas Manns Novelle Der Tod in Venedig fand er Eingang in die Literatur.

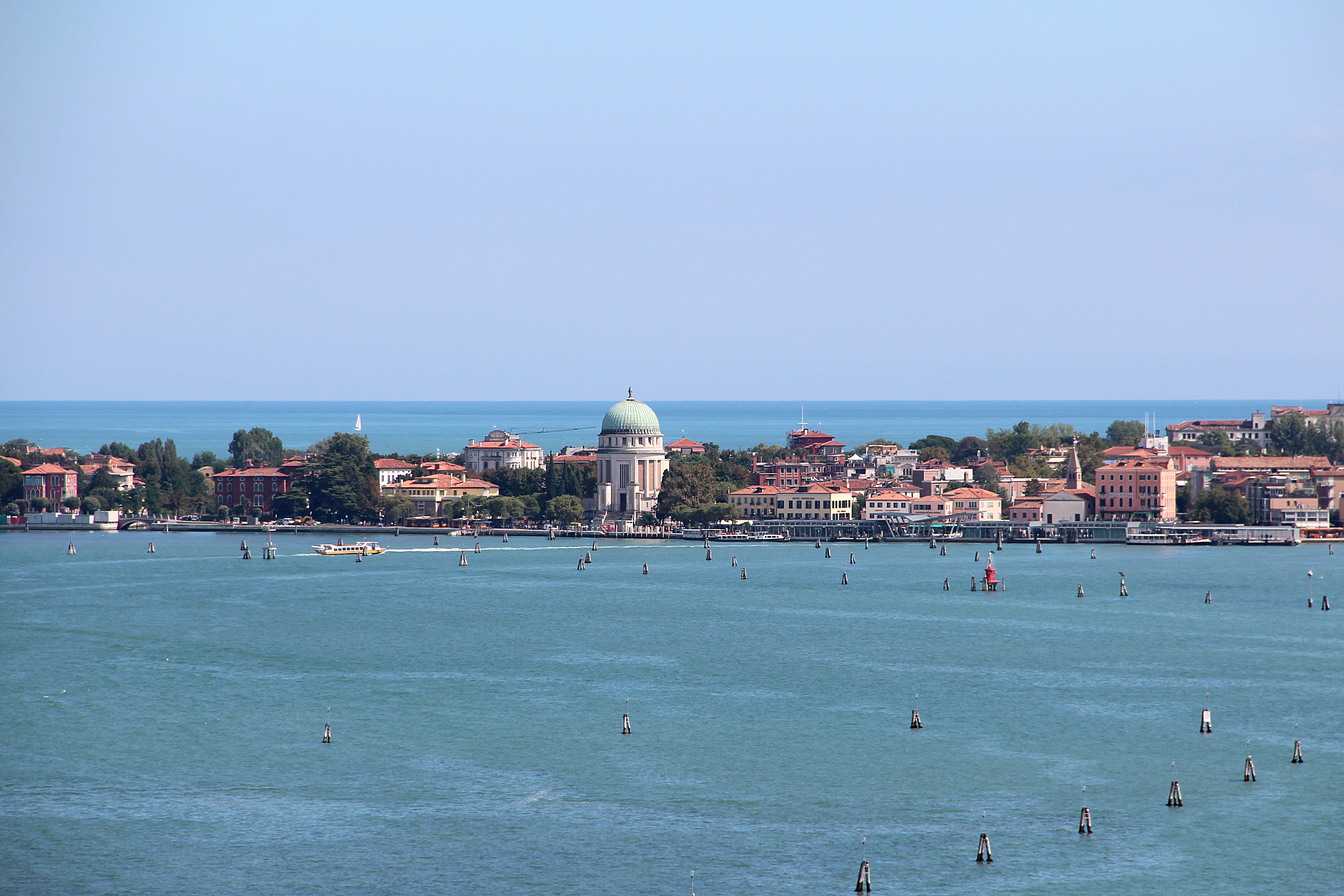
Insel Lido vom Glockenturm der Basilika San Giorgio Maggiore aus gesehen.

Der Lido ist Austragungsort der jährlich stattfindenden Internationalen Filmfestspiele von Venedig.

## Geographie
Zusammen mit den südlich gelegenen Inseln Pellestrina und Sottomarina sowie der nördlich gelegenen Landzunge Cavallino bildet Lido die äußere Begrenzung der Lagune von Venedig.
Die 11 km lange Insel hat eine Fläche von 6,72 km². Zur Volkszählung 2001 wurden 17.848 ständige Einwohner auf der Insel nachgewiesen, davon 16.843 im Hauptort Lido und 620 im Ort Alberoni. Zum Stichtag 25. Juni 2010 wurden 17.346 Einwohner genannt. 

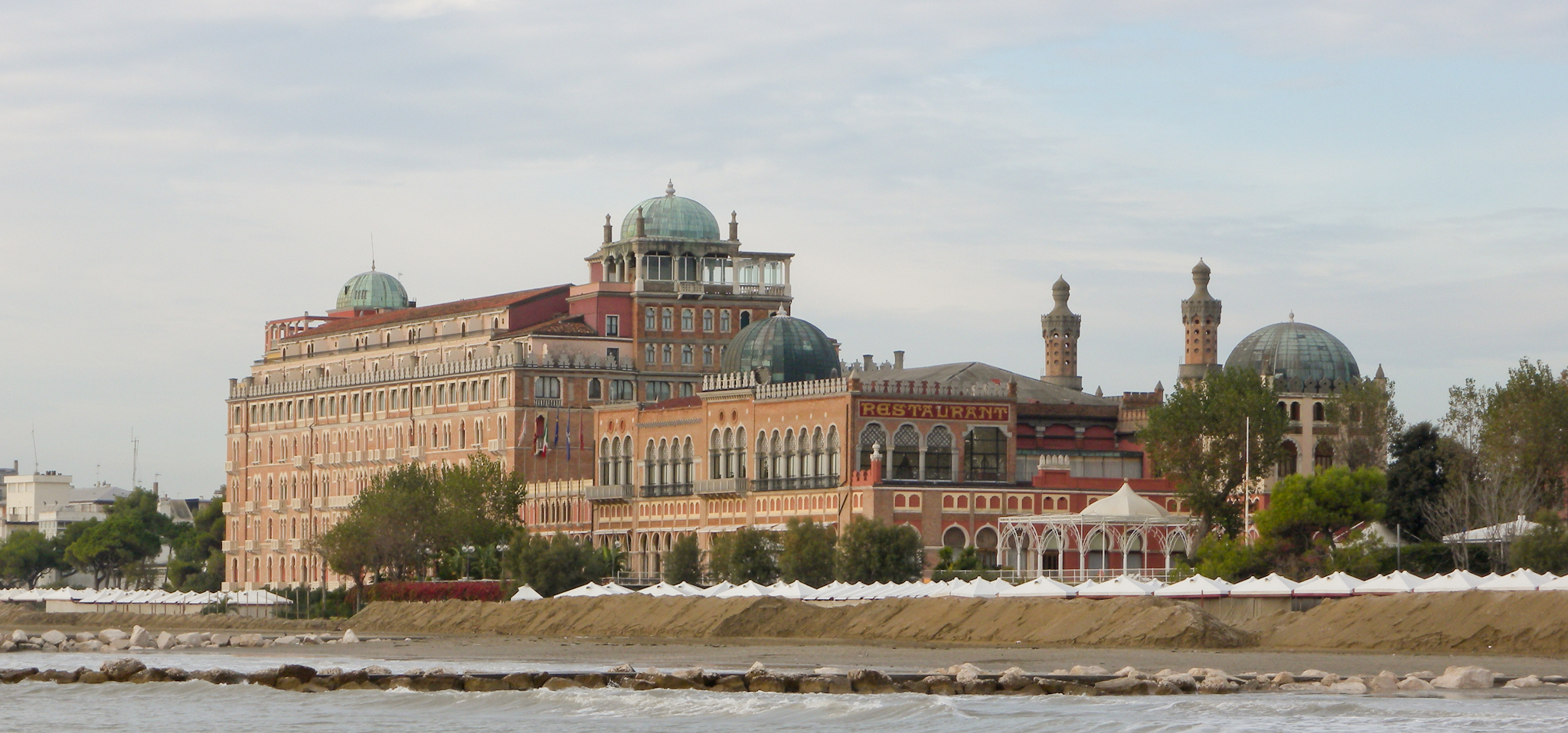
Das „Grand Hotel Excelsior“, eines der klassischen Hotels am Lido

Der Hauptort und weitaus größte Ort Lido, Austragungsort des Filmfestivals, liegt im Norden, ebenso wie das „Grand Hotel des Bains“ (Kulisse für Thomas Manns Tod in Venedig), Venedigs Casino und das „Grand Hotel Excelsior“.
Der mit etwa 600 Einwohnern zweitgrößte Ort, Alberoni, befindet sich am südlichen Ende. Alberoni ist eine kleine Siedlung am Fuße eines großen Waldes und Naturschutzgebietes. 
Die gleichnamige Vorgängersiedlung von Malamocco, in der Mitte, war die erste und für lange Zeit die einzige Siedlung. In Alt Malamocco residierte der Doge von Venedig, ehe dieser im 9. Jahrhundert in das heutige Venedig übersiedelte. Zur Volkszählung 2001 wird es nicht mehr als separater Ort nachgewiesen.

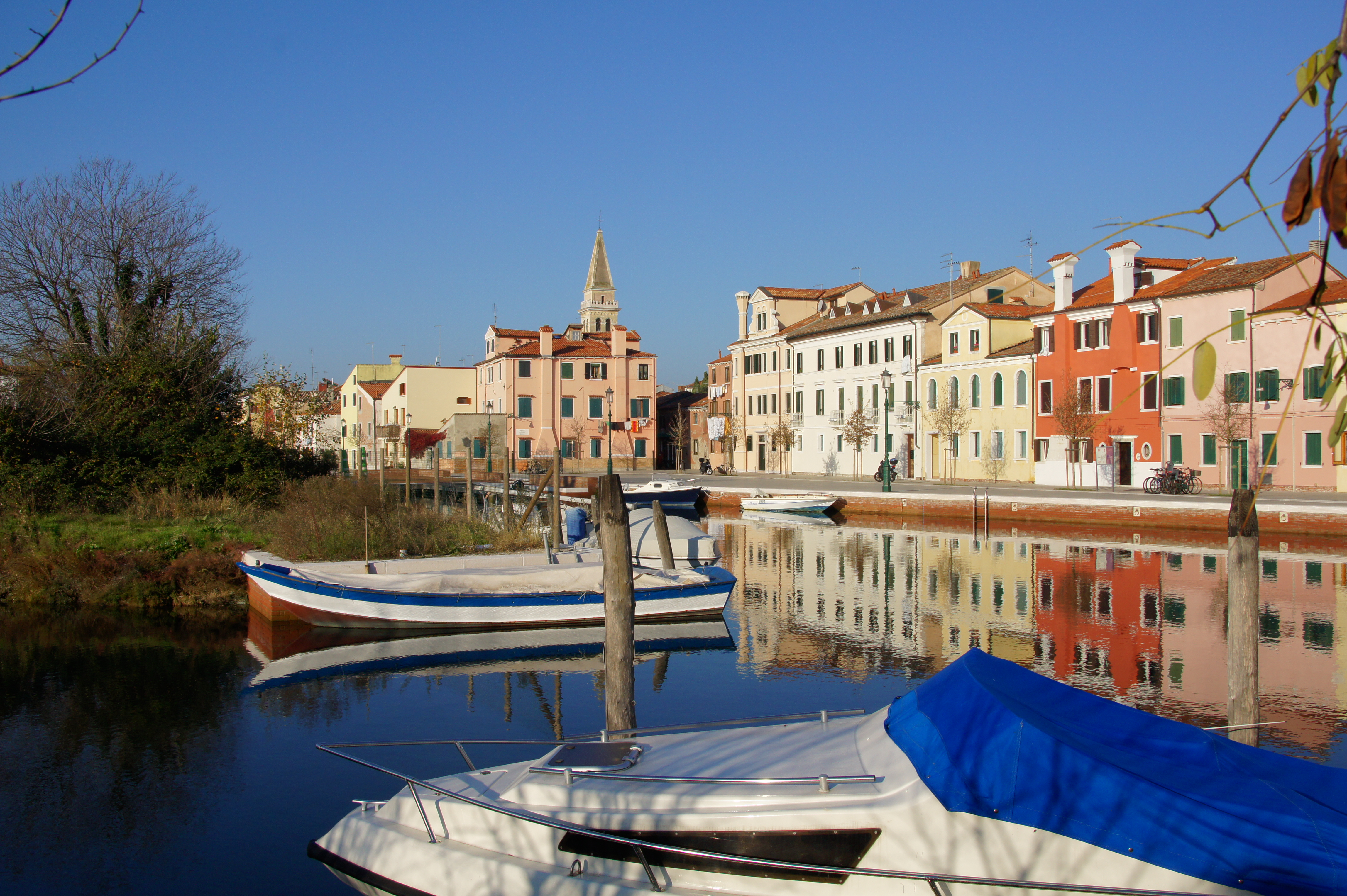
Süden der Insel; Malamocco

Mindestens die Hälfte der adriatischen Seite der Insel besteht aus Sandstrand, sowohl privat (eher im Norden auf Höhe der großen Hotels) als auch öffentlich. Der restliche Küstenstreifen ist mit großen istrischen Steinen befestigt, den Murazzi. Diese wurden zu Zeiten der Republik Venedigs über die  Adria verschifft und zum Schutze vor Erosion auf der Küste, zusammen mit zahlreichen Seezungen, aufgetürmt. Die Strände sind die bedeutendsten Badeorte für Venezianer und Touristen, da die übrigen mit Stränden ausgestatteten Inseln entweder schwer erreichbar sind (Pellestrina) oder nicht so eng mit Venedig in Verbindung stehen (Jesolo, als Halbinsel Teil des Festlandes).
Das Herz der Insel ist der Gran Viale Santa Maria Elisabetta, eine breite Straße von ca. 700 m Länge, welche von der Lagune auf der einen Seite an das Meer auf der anderen führt. Es beherbergt Hotels, Geschäfte und Restaurants. Die Insel wird selten breiter als an dieser Stelle.

## Geschichte
In der Spätantike hieß die Insel Lido Bovense, im Frühmittelalter eher Lido di San Nicolò. Dort befand sich eine der Durchfahrten von der Adria in die Lagune. Im Norden der Insel erhebt sich seit etwa 1053 eine dem Hl. Nikolaus geweihte Benediktinerabtei, sowie seit 1389 ein kleiner jüdischer Friedhof. 
1070 wurde der Doge Domenico I. Contarini in der Kirche San Nicolò di Lido beerdigt. 1177 landete Papst Alexander III. am Lido. 1202 nutzte die Republik Venedig das Gebiet, um tausende von Kreuzfahrern festzusetzen, die ihre Schulden im Zusammenhang mit dem Vierten Kreuzzug nicht bezahlt hatten. Sie warteten dort auf die Überfahrt, die am 10. Oktober 1202 begann. 1244 wurde in der Kirche der Ghibelline Salinguerra II. Torelli begraben.
Am 11. Juni 1412 landete eine ungarische Flotte am Lido, doch unterlag sie am 24. Juni in der Schlacht bei Motta di Livenza. 
Zwischen dem 1. September und dem 31. März wurden auf Istrien Lotsen an Bord genommen, deren hochspezialisierter Stand ausschließlich aus Venezianern bestand. Sie wurden als Große Lotsen bezeichnet, von denen es 1458 nur dreizehn gab. Sie führten die Schiffe durch die Lagune, die mit ihren Untiefen schwer zu befahren war. Mit den Lotsen an Bord wurde zunächst S. Nicolò di Lido, das bis ins 16. Jahrhundert Haupthafen war, angesteuert, wo sich neben einem Leuchtturm eine Kontrollstation befand.
Bis ins 19. Jahrhundert hinein war die Insel nur dünn besiedelt, ein Dorf war um die Kirche Santa Maria Elisabetta entstanden. 1855 entstand dort das erste öffentliche Bad Europas, der Ort wurde als Der Lido bekannt und Ende des 19. Jahrhunderts zum Inbegriff des Strand- und Badebetriebs. 1857 begann die kommerzielle Nutzung des Strandes durch Giovanni Busetto. 1872 übernahm die in diesem Jahr gegründete Società Bagni del Lido die Leitung der Bäder. 1871 wurden die Bauarbeiten für den Porto di Lido, den Hafen, genehmigt, die allerdings erst 1882 begannen. In diesem Jahr fuhren die Vaporetti auch erstmals den Lido an und verbanden ihn mit San Zaccaria. Ab 1890 wurden die Holz- durch Steinbrücken ersetzt.

Leuchtturm Faro Rocchetta und Lotsenstation, Alberoni

1882 kam es zu einer schweren Überschwemmung in Venedig. Die Waisenkinder wurden auf dem Lido untergebracht. Dort entstand im selben Jahr auch eine Kaserne für die Carabinieri. 
1883 wurde der Lido mit den Orten Lido, Malamocco und Alberoni nach Venedig eingemeindet. 1892 entstand die erste Schule auf der Insel, im Jahr 1900 wurde die Wasserleitung von Venedig zum Lido verlängert, ebenso wie 1905 die Stromversorgung. 
1906 schlossen sich die Hoteliers zur Compagnia alberghi Lido zusammen, 1907 entstand eine elektrische Strandbahn. Mit der Industrialisierung auf dem Festland wurden die bisherigen Durchfahrten von der Adria in die Lagune zu schmal, um Tanker passieren lassen zu können. Daher begannen 1925 die Verbreiterungsarbeiten, in deren Gefolge erheblich größere Mengen an Salzwasser mit höherer Geschwindigkeit in die Lagune gelangten. Dies führte zu ökologischen Veränderungen und zur Gefährdung der Bausubstanz, um die es bis heute Auseinandersetzungen gibt. Die Bauarbeiten dauerten bis 1931, dauern aber seit den 70er Jahren beinahe ununterbrochen an. Die sehr breite Durchfahrt erhielt zusätzlich eine künstliche Insel, von der 20 Tore im Rahmen des Hochwasserschutzprojekts Mo.S.E nach Treporti reichen und 21 nach Lido-San Nicolò. Jedes Tor ist 20 m breit, wobei die Höhe stark variiert. Bei Lido-Treporti sind sie 18,5 m hoch, bei Malamocco 29,6 m. Auch ihre Stärke variiert zwischen 3,6 m bei Lido-Treporti und 5 m bei Chioggia. Die Steuerzentrale entstand im Arsenal.

## Mit Lido di Venezia verbundene Persönlichkeiten
- Gualtiero Galmanini (1909–1976), Architekt und Designer, † 29. Juni 1976 ebendort.

## Belege
1. ↑  14. Volkszählung von 2001, archive.org, 23. Oktober 2014.